# Banjarmangu (plaats)
Banjarmangu is een bestuurslaag in het regentschap Banjarnegara van de provincie Midden-Java, Indonesië. Banjarmangu telt 2826 inwoners (volkstelling 2010).